# Bernard (hrabia Ravensbergu)
Bernard (zm. w 1346) – hrabia Ravensbergu od 1328.

## Życiorys
Bernard był synem hrabiego Ravensbergu Ottona III oraz Jadwigi, córki Bernarda III z Lippe. Pełnił liczne funkcje kościelne, m.in. był kanonikiem, a następnie prepozytem w Osnabrücku, skarbnikiem katedralnym w Münsterze. Po swoim bracie Ottonie IV objął hrabstwo Ravensbergu w 1328. Zapewnił następstwo po sobie swojej bratanicy Małgorzacie i jej mężowi Gerardowi.